# Phrynus parvulus
La araña látigo (Phrynus parvulus) es un arácnido perteneciente a la familia Phrynidae, del orden Amblypygi. Esta especie fue descrita por Pocock en 1902. El nombre del género Phryrus proviene de la palabra griega phryne que significa “sapo”. El nombre específico parvulus es diminutivo de la palabra en latín parvus que significa “pequeño o muy pequeño”.

## Descripción
Es de tamaño mediano (15-18 mm de longitud), de color castaño rojizo muy manchado de amarillento; carapacho patas y pedipalpos con cerdas de ápice clavado; segmento basal del quelícero con un diente externo en la superficie anteroventral; tarso del pedipalpo inerme, no separado de la garra por una sutura marcada; pata I con 25 subartejos tibiales. Esta especie y Phryrus pseudoparvulus de Costa Rica, son las únicas de la familia Phrynidae que poseen cerdas clavadas, pero la especies costarricense presenta 29 subartejos tibiales en la pata I3.

## Distribución
Esta especie se encuentra en Belice, Guatemala y en México en el estado de Quintana Roo.

## Hábitat
Es una especie troglófila, puede vivir bajo piedras y debajo de la corteza semidesprendida de los árboles en las selvas subcaducifolia baja y subcaducifolia media.

## Estado de conservación
Esta especie de arácnido no se encuentra dentro de ninguna categoría de riesgo en las normas nacionales o internacionales.